# Giovanni Ambrogio de Predis
Vous lisez un « bon article » labellisé en 2019.  Il fait partie d'un « thème de qualité ».
Giovanni Ambrogio de Predis (ou Giovanni Ambrogio Preda) est un peintre italien et enlumineur de la Renaissance né vers 1455 à Milan et mort dans la même ville après 1509.
Bien que possédant son propre atelier, il travaille fréquemment avec ses frères Bernardino, Evangelista et Cristoforo qui sont respectivement créateur de médailles, sculpteur sur bois et miniaturiste. Mais son domaine de création privilégié est le portrait de cour. Là, son style est un compromis entre la peinture traditionnelle lombarde et l'influence de Léonard de Vinci qu'il interprète de façon archaïque.
Ambrogio de Predis est connu pour être portraitiste officiel de la cour de Ludovic Sforza à Milan à partir des années 1480. Sa réputation le précédant, il gagne la clientèle de l'empereur Maximilien Ier pour lequel il réalise des portraits mais aussi des médailles et des tapisseries.
Mais sa renommée lui vient surtout d'être le collaborateur de Léonard de Vinci à partir de 1483. Il reçoit ainsi sa plus grande commande avec la réalisation du retable de l'Immaculée Conception dont il est responsable des deux panneaux latéraux et dont il réalise certainement une grande partie de la seconde version du panneau central, La Vierge aux rochers.

## Famille
De la vie et de l'œuvre de Giovanni Ambrogio de Predis, il ne reste que des éléments liés à des documents officiels (contrats, commandes, jugements, etc.) et souvent indirects, notamment liés à son associé plus connu Léonard de Vinci ; mais aucun concernant sa vie intime (caractère, goûts, amitiés).
Giovanni Ambrogio de Predis naît vers 1455 à Milan. Il est le fils de Leonardo de Predis (ou Preda) et de sa dernière épouse, Caterina Corio. Il est le benjamin d'une fratrie de six frères issus des trois mariages de leur père : Aloisio, Evangelista et Cristoforo nés de Margherita Giussani ; Giovan Francesco, né de Margherita de Millio ; puis Bernardino et Giovanni Ambrogio nés de Caterina Corio. Deux d'entre eux sont frappés d'infirmité : Cristoforo est sourd et muet, et Bernardino, boiteux. Il semble que la famille ait connu une certaine aisance financière qui se serait, la famille s'agrandissant, progressivement réduite.

## Les débuts

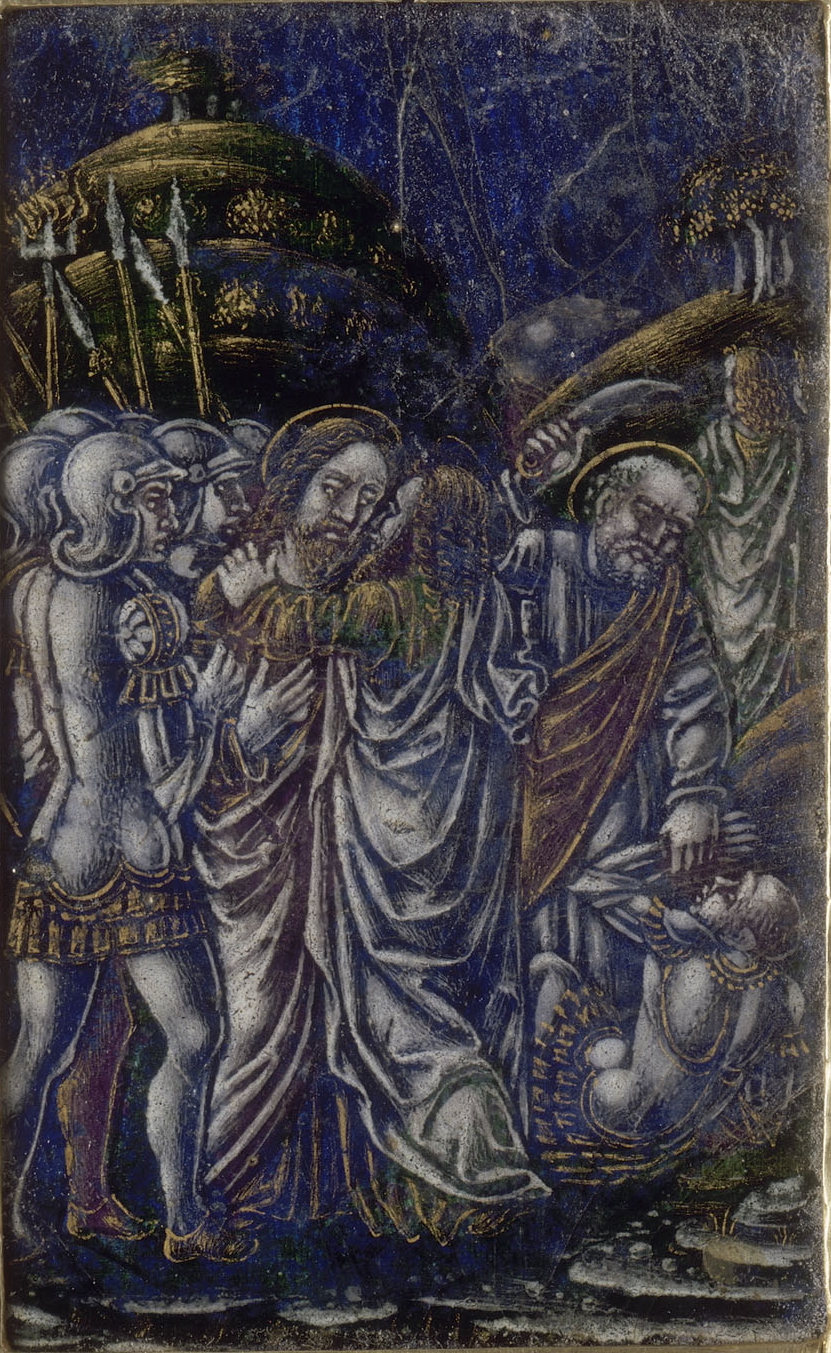
Ambrogio de Predis (attribuée à), Le Baiser de Judas, enluminure du livre d'Heures Torriani, vers 1490-1495, Chantilly, Musée Condé.

### Formation artistique
Les de Predis constituent une famille d'artistes qui possède un atelier : Bernardino est créateur de médailles, Evangelista est sculpteur sur bois et Cristoforo est miniaturiste. Ambrogio semble plus éclectique puisqu'il est graveur de médailles, miniaturiste mais aussi créateur d'habits de cérémonies et scénographe. Mais c'est pour le domaine de la création de portrait qu'il demeure le plus connu. Les productions des frères sont décrites par les historiens de l'art comme médiocres mais ils bénéficient de commandes, étant bien introduits socialement. Ambrogio demeure le plus doué de la fratrie. Sa formation artistique se situe dans la même tradition que des peintres qui lui sont contemporains comme Cristoforo Foppa (1452 - 1526 ou 1527), Bernardino Butinone (1450 - 1507) et Bernardo Zenale (vers 1460 - 1526).

### Des débuts comme enlumineur
Giovanni de Predis commence sa vie artistique en tant qu'enlumineur en collaboration avec son demi-frère Cristoforo, miniaturiste. Il réalise ainsi entre 1472 et 1474 des miniatures pour un livre d'heures destiné à la famille Borromeo. C'est certainement à ce moment qu'il tisse des liens avec les familles dirigeantes de Milan.
Par la suite, malgré la place plus grande occupée par la création de portraits, Ambrogio continuera le travail d'enluminure. En effet, il reprendra l'atelier de Cristoforo, mort en janvier 1486 et réalise entre 1490 et 1495 des enluminures des livres d'heures dits Heures Arconati puis Heures Torriani (musée Condé, Chantilly) pour le compte d'un membre de la famille della Torre de Milan. Dans ce dernier, il reprendra les compositions et modèles de son frère.

### Le responsable de la monnaie de Milan

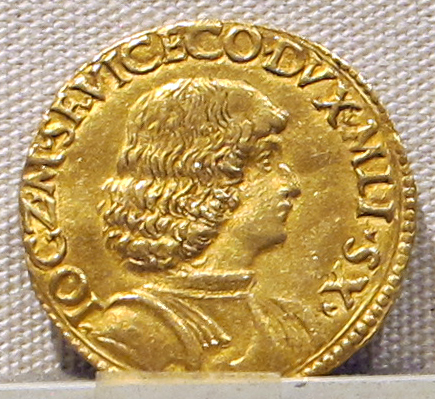
Ducat milanais entre 1476 et 1494, frappé à l'époque où Ambrogio de Predis est responsable de la monnaie locale.

À partir de 1479, il travaille comme graveur avec son frère Bernardino spécialisé dans la conception de monnaies locales à Milan. Et dès 1482, il devient responsable de la monnaie de Milan. Plus tard, son nom apparaît dans une lettre ducale datant du 8 août 1494 concernant la création de pièces et médailles dans laquelle le duc de Sforza le recommande auprès de l'Empereur en le décrivant comme un « travailleur incomparablement puissant ». De fait, en 1495, il travaille en collaboration avec Francesco Napoletano, Accino de Leuco et son frère Bernardino à la création de la nouvelle monnaie de l'empereur Maximilien Ier,. L'empereur l'engagera de nouveau pour ce travail en 1502 puis en 1506.

## La maturité

### L'installation à la cour de Milan
Une dizaine d'années après ses débuts artistiques, Ambrogio de Predis se fait une place en tant que portraitiste à la cour du duc de Milan. 
Sa réputation s'établissant positivement, Ludovic Sforza en fait son portraitiste attitré à partir de 1482. Fait significatif, en mars de cette année-là, il est à Ferrare en tant qu'« illustrateur du Signore Ludovico Sforza » et reçoit à ce titre en cadeau un drap de velours de la duchesse Éléonore de Naples. Il fait partie des rares artistes avec Bonifacio Bembo (actif entre 1447 et 1477), Zanetto Bugatto (avant 1458 - 1474) ou Baldassare da Reggio (vers 1443 - après 1504), qui peuvent se prévaloir d'une relative sécurité de travail et de création à la cour de Milan. 
Les Sforza, ayant supplanté les Visconti qui étaient à la tête du duché depuis 1277, ont besoin d'eux pour marquer leur présence nouvelle à travers des portraits de profil sur les pièces de monnaie, les médailles et les manuscrits. La tâche des artistes consiste donc à présenter la famille ducale sous un jour favorable aux nobles et à ceux qui seraient amenés à lui rendre visite. Le portrait devient aussi pour certaines familles le moyen d'exhiber leurs liens avec les Sforza : ainsi dans le Portrait de jeune femme de profil (entre 1495 et 1499, Londres, National Gallery), l'inconnue représentée porte une ceinture dont la boucle porte les lettres « L » et « O » évoquant le nom de « Lodovico il Moro » et encadrant l'esquisse du portrait de ce dernier. De fait, Ambrogio de Predis réalise des portraits « distingué[s], mais également conditionné[s] par les règles d’apparat ».
Ambrogio de Predis gagne peu à peu une position officielle et enviable à la cour : en 1490, de même que Vincenzo Foppa (1429 - 1519), il est distingué par le duc comme familiaris, c'est-à-dire membre de la maisonnée. Néanmoins il convient de ne pas surestimer ce terme, qui couvre le domaine fiscal, avec en particulier des exemptions de taxes, plutôt que l'assurance de commandes régulières. De plus, Giovanni Ambrogio gagne certaines libertés comme le fait de pouvoir faire commerce de ses portraits sans avoir à demander la moindre autorisation au duc.

### La rencontre avec Léonard de Vinci et la commande du retable de l'Immaculée Conception

G. A. de Predis, Ange musicien en rouge jouant du luth, 1495-1499, Londres, National Gallery.

En 1483, Ambrogio de Predis héberge Léonard de Vinci à Milan dans son atelier ainsi que dans la demeure qu'il partage avec Evangelista et dont l'adresse est « Paroisse de San Vincenzo in Pratot intus » : le peintre florentin vient de quitter Florence et son maître Andrea del Verrocchio, et il n'a pas encore les relations qui lui permettraient de vivre de son art. Bien introduit à la cour du duc de Milan, Giovanni a pu l'aider à s'y faire connaître. 
C'est avec son frère Evangelista (mort en cours de réalisation en 1491) et avec Léonard de Vinci que Giovanni Ambrogio de Predis reçoit sa commande la plus prestigieuse : la peinture de trois panneaux du retable de l'Immaculée Conception créé pour la décoration d'une chapelle de l'église Saint-François-Majeur de Milan. Il lui échoit la responsabilité des deux panneaux latéraux et il travaille particulièrement à l'Ange musicien en rouge jouant du luth. Léonard de Vinci crée sur le panneau central ce qui sera nommé plus tard La Vierge aux rochers, aujourd'hui conservée au musée du Louvre. Les deux peintres sont gagnants dans cette collaboration : grâce à son entregent, Ambrogio permet à Léonard de se faire connaître de l'aristocratie locale, et Léonard lui apporte son expérience artistique. Quant au commanditaire, il bénéficie du prestige de l'intervention d'artistes bien en vue dans la cour de Milan pour le premier et de renommée inter-étatique pour le second.

### Le portraitiste à la cour de l'Empereur Maximilien

Deux sujets qui assoient la réputation de Giovanni Ambrogio de Predis
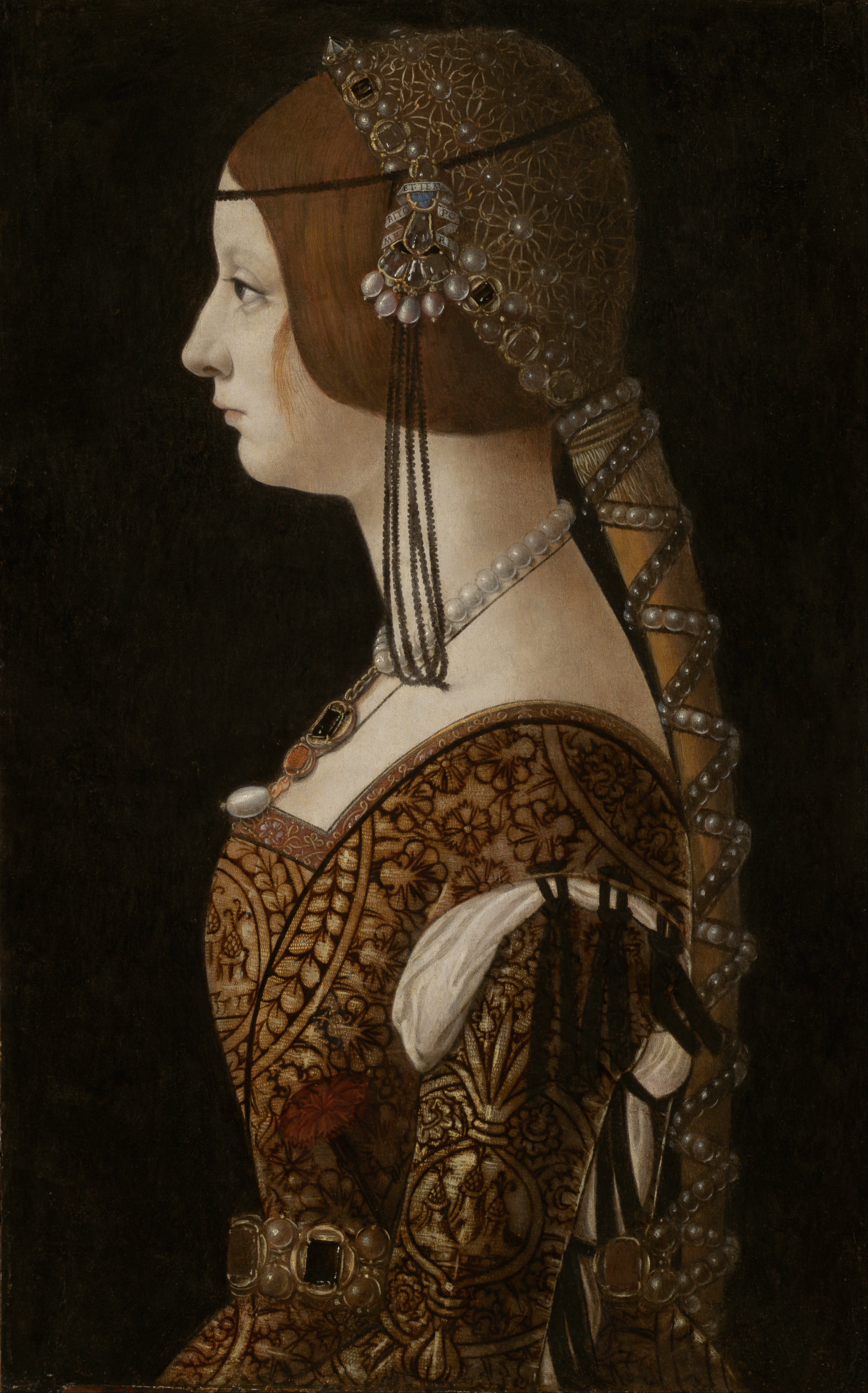
Portrait de Blanche-Marie Sforza, vers 1493, Washington, National Gallery of Art.
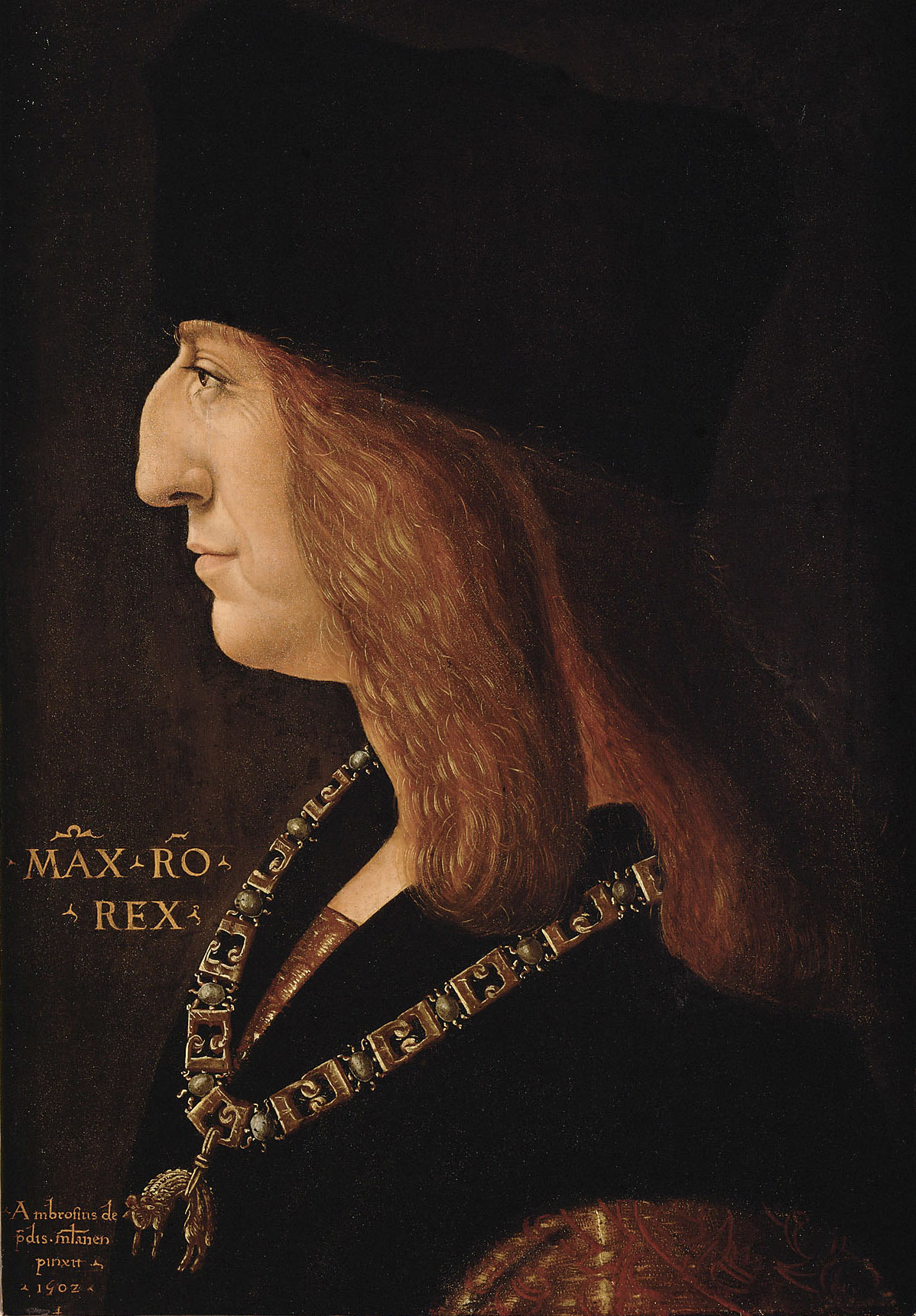
Portrait de Maximilien Ier, 1502, Vienne, musée d'histoire de l'art : seule œuvre datée et signée de G. A. de Predis.

Avec les années, la renommée de Giovanni se déploie au-delà des frontières du duché de Milan. 
En juillet 1491, il se rend à Rome où il devient membre de la confrérie du Saint-Esprit et de Sainte Marie à Sassia, devant laquelle il se déclare sous le titre de « peintre et citoyen de Milan ». Deux ans plus tard, en 1493, il quitte Milan pour l'Allemagne en compagnie de Blanche-Marie Sforza (italien : Bianca Maria Sforza). De là il se rend à Innsbruck avec le peintre Francesco Napoletano, toujours à l'invitation de Blanche-Marie Sforza, lors de son mariage avec l'empereur Maximilien. Il travaille à la fois pour la cour de Milan et pour la cour impériale. À l'occasion de ce séjour, il montre son habileté à se placer puisqu'il obtient de la cour impériale une commande de création de monnaie. De fait, de Predis montre un grand sens des affaires, non seulement grâce à son entregent au sein de la famille ducale et plus tard de la maison impériale, mais aussi grâce à son riche réseau de connaissances parmi les artistes, les artisans et les entreprises ainsi que parmi les gens de loi et les ambassadeurs.

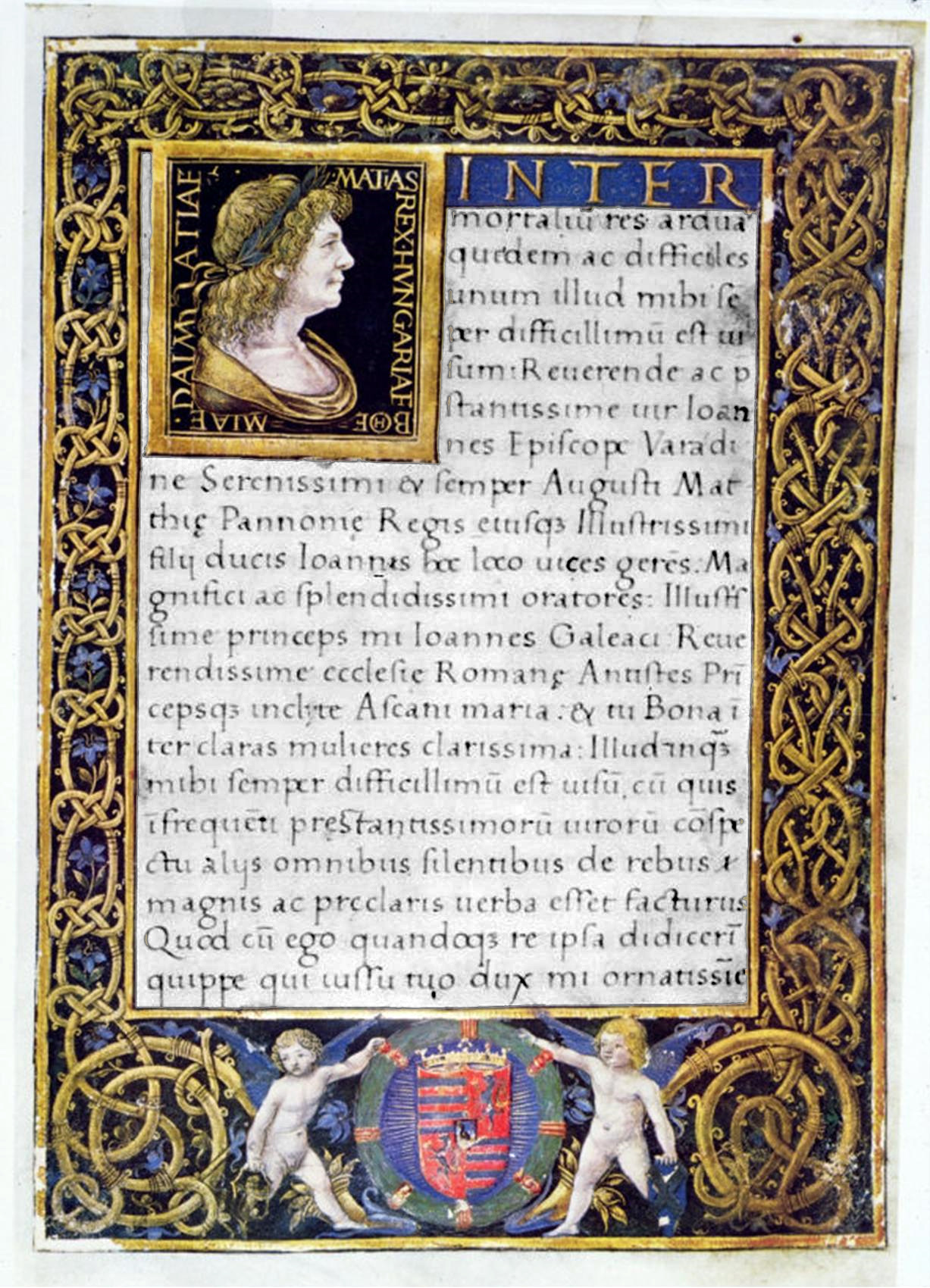
G. A. de Predis, portrait miniature de Matthias Ier de Hongrie, vers 1488, Volterra, Biblioteca Guarnacci.

Un évènement important survient à ce moment : un envoyé de l'empereur Maximilien Ier lui demande un portrait qui permettrait à ce dernier de se faire une idée de la beauté de sa femme, Blanche-Marie Sforza, qu'il n'a encore jamais vue : en effet les époux ne se rencontreront qu'en 1494, sept mois après leur mariage par procuration. De Predis fournit un dessin au fusain. Ce n'est qu'au retour de son envoyé que l'empereur peut récupérer un portrait peint, ce qui a permis à Ludovic Sforza de le faire attendre au sujet de la dot offerte à la mariée. Cette peinture est unanimement jugée très ressemblante et fait la renommée du peintre. Par ailleurs, sur instruction de Ludovic Sforza, celui-ci s'emploie à suggérer la richesse de la famille grâce au luxe des vêtements et accessoires portés par la jeune femme : ainsi la coiffe, peinte avec soin, est à elle seule estimée à 600 ducats.
Lors de ce séjour, entre 1493 et 1494, de Predis assied sa réputation et réalise nombre de portraits miniatures. On lui en attribue plusieurs de la famille et de l'entourage du duc de Milan : il réalise ainsi en décembre 1493 le portrait de la duchesse Catherine ainsi que le portrait d'une de ses demoiselles de compagnie. Néanmoins, l'attribution certaine d'œuvres à Ambrogio de Predis est difficile car la seule qu'il ait signée et datée est un portrait de l'empereur Maximilien datant de 1502 (musée d'Histoire de l'art de Vienne). Ce tableau constitue par conséquent un moyen privilégié pour lui en attribuer d'autres. Les historiens de l'art s'appuient sur cette œuvre pour en dégager son style : netteté du tracé des profils, une volonté de montrer la vérité des traits de ses modèles sans en cacher les éventuels défauts, un accent mis sur le calme et l'impassibilité de ses derniers.

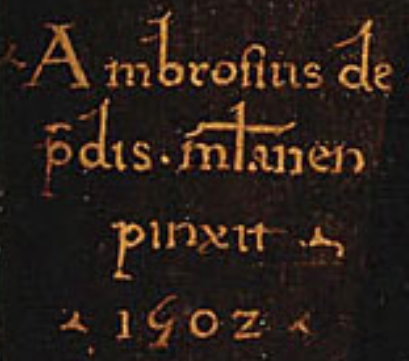
Signature d'A. de Predis portée sur le portrait de l'empereur Maximilien datant de 1502 (musée d'Histoire de l'art de Vienne)

De manière générale, son style dans sa maturité est souvent décrit comme un compromis entre la peinture traditionnelle lombarde et l'influence de Léonard de Vinci qu'il interprète de façon archaïque. L'influence de ce dernier a été si forte que certaines œuvres d'Ambrogio ont parfois pu être attribuées au maître ou à ses élèves, ou, inversement, des œuvres d'autres ont pu l'être à Ambrogio : au nombre de ces confusions, le portrait d'une Dame à la résille de perles (peut-être Béatrice d'Este) (Entre 1485 et 1500, Milan, Pinacothèque Ambrosienne), qui est de sa main mais attribué dans le passé à Léonard et, inversement, le Portrait de musicien (1490, Milan, Pinacothèque Ambrosienne) qui a pu lui être attribué alors qu'il serait bien de Léonard de Vinci (en collaboration avec Giovanni Antonio Boltraffio ?). Pour achever la confusion, il est probable que Ambrogio de Predis réalise des œuvres avec l'assistance de Léonard de Vinci, comme précisément la Dame à la résille de perles. 
Sa technique est très bonne mais ne parvient pas à la hauteur du maître : s'il « reproduit fidèlement » les visages de ses modèles, cela se fait parfois « non sans erreurs de perspective » ; de même ses portraits présentent, contrairement à ceux de Léonard, « une certaine raideur dans l'attitude corporelle […] et [une] dureté des ombres ». Ils représentent la plupart du temps le personnage sur fond noir, en buste et de profil : une telle vue commence alors à être démodée, notamment à Venise et Florence pourtant voisines ; mais une telle composition a toujours la faveur des commanditaires aristocrates parce qu'elle met en valeur leur statut nobiliaire. Riches bijoux et vêtements constituent un autre moyen privilégié pour magnifier le sujet. Ces éléments contribuent d'ailleurs à la datation des œuvres : ainsi le Portrait de Blanche-Marie Sforza (vers 1493, National Gallery of Art) présente une longue queue maintenue en place par des rubans — une coazzone en italien — qui correspond à une coiffure à la mode à Milan dans la dernière décennie du XVe siècle mais qui disparaît totalement avec la conquête française en 1500.
Par ailleurs, Ambrogio est l'auteur de dessins témoignant de très bonnes qualités plastiques. Il utilise le plus souvent une pointe métallique sur du papier bleu clair. On trouve des études pour des têtes d'enfants ou de femmes. Une tête d'enfant en particulier, présentant des marques de piqûres, a été utilisée pour celle d'un enfant sur le retable Pala Sforzesca réalisé en 1494-1495 par le « Maestro della Pala Sforzesca », maître anonyme actif en Lombardie de 1490 à 1520 que les chercheurs ont parfois identifié à Ambrogio de Predis. 
À partir de ces considérations historiques et stylistiques, les historiens de l'art s'accordent sur l'attribution à de Predis de nombreux autres portraits ; toutefois, comme la production du peintre demeure relativement peu étendue, la plupart des attributions le concernant restent sujettes à discussions chez les spécialistes : le Portrait d'une dame (considéré parfois comme un second portrait de Blanche-Marie Sforza, 1493-1495, Vienne, Musée d'Histoire de l'art) ou le Portrait de Rartolomeo Brivio (1494, Londres, National Gallery) et de nombreux autres.
Giovanni Ambrogio passe plus d'un an à Innsbruck avant de revenir à Milan au mois de juillet 1494,, comme en témoigne un courrier de Ludovic Sforza à son médecin personnel, le chirurgien Giovanni da Rosate, concernant une grave blessure du peintre par une ruade de cheval.

### La collaboration avec Léonard de Vinci et la deuxième version deLa Vierge aux rochers

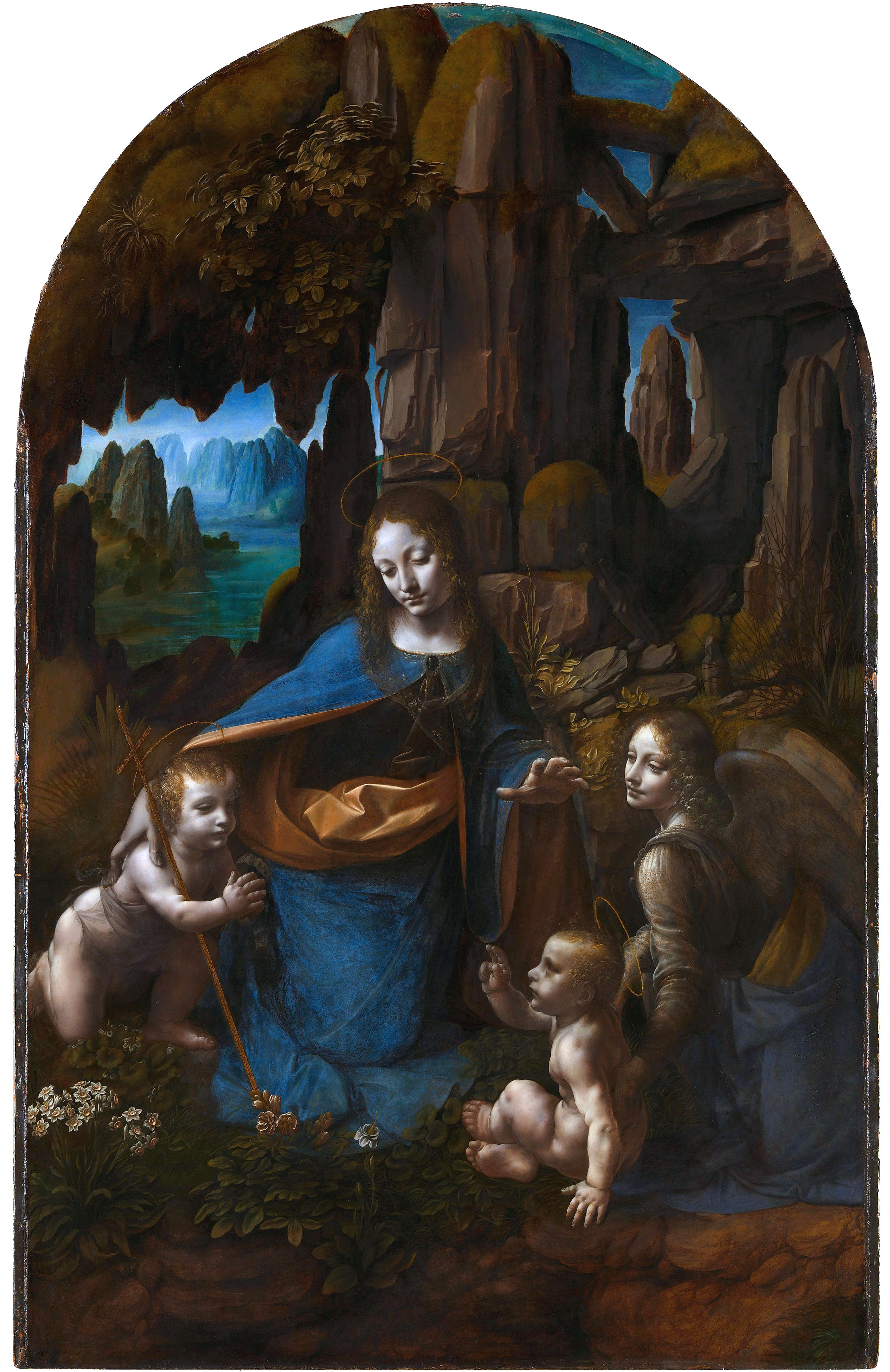
Léonard de Vinci et Ambrogio de Predis, La Vierge aux rochers, entre 1491 et 1499 puis entre 1506 et 1508, Londres, National Gallery.

À son retour d'Innsbruck à Milan en juillet 1494, la commande du retable de l'Immaculée Conception n'a toujours pas été honorée.
Les commanditaires ont refusé le tableau de Léonard, le jugeant certainement hétérodoxe ; par ailleurs, le conflit se double d'un différend financier. Les artistes doivent créer un nouveau tableau plus conforme à l'orthodoxie : c'est certainement de Predis qui prend en charge la plus grosse part de la seconde version de La Vierge aux rochers (aujourd'hui conservée à la National Gallery de Londres), sous la supervision plus ou moins lointaine de Léonard de Vinci qui en effectue lui-même les dernières touches en 1508,. Or si Ambrogio de Predis peut ainsi intervenir avec toute la confiance de Léonard de Vinci, c'est que, explique Carlo Pedretti, « Ambrogio de Predis [doit] avoir une connaissance intime de la théorie artistique de Léonard, puisqu'il [est] capable de suivre le changement profond du style du maître dans la réplique de Londres de La Vierge aux rochers. »
À ce titre, Ambrogio est le collaborateur de l'atelier de Léonard de Vinci, et non son assistant ou son élève : en témoigne le fait que, dans un brouillon de courrier qu'il désire adresser à Ludovic le More pour la rétribution de travaux conduits par son atelier, Léonard ne mentionne pas de Predis comme personne à sa charge (en frais de nourriture et de logement en particulier) alors qu'il travaille pour lui à cette époque,. La proximité entre les deux peintres apparaît particulièrement dans le fait que des notes de la main d'Ambrogio de Predis se trouvent dans les carnets du maître, notamment dans des pages du Codex Atlanticus d'environ 1506. La collaboration est telle qu'il est parfois difficile de distinguer son travail de celui du maître, dont il reprend volontiers les procédés, si ce n'est que le peintre florentin possède une plus grande maîtrise technique. De cette collaboration avec lui, Ambrogio retire une grande expérience technique et artistique : ainsi il n'hésite pas à utiliser dans certaines de ses œuvres des études et compositions de Léonard. De fait les deux peintres entretiennent pendant une vingtaine d'années une relation de collaboration et, à l'occasion, de concurrence.

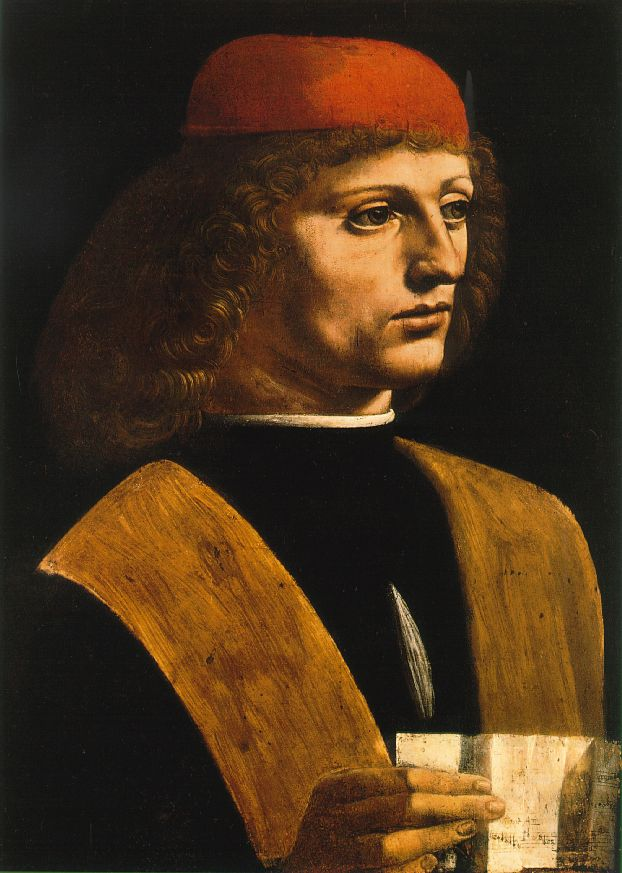
Ce Portrait de musicien de Vinci a pu être attribué à de Predis (1490, Milan, Pinacothèque Ambrosienne).

Devenu collaborateur de Léonard de Vinci, Ambrogio bénéficie donc de sa confiance, suffisamment en tous cas pour entreprendre entre 1491 et 1508 auprès de la Confrérie de l'Immaculée Conception les démarches judiciaires dans le conflit qui les oppose au sujet de la création de La Vierge aux rochers : ainsi est-il certainement l'intermédiaire choisi par toutes les parties pour la très probable vente de la première version de l'œuvre à Ludovic Sforza, qui l'offrirait lors du mariage de Blanche-Marie Sforza avec l'empereur Maximilien Ier ; plus tard, vers 1493-1494, de Predis adresse une supplique au duc de Milan, puis une autre au roi de France Louis XII le 3 mars 1503, afin de trouver leur appui pour la résolution du conflit.
Il semble que les partages des paiements lors de la réalisation finale de la seconde version de La Vierge aux rochers soient la cause d'une brouille passagère entre les deux peintres — à moins que cette tension ne trouve son origine dans la différence de rythme de travail des deux artistes, entre un Ambrogio de Predis pressé de terminer le travail et un Léonard de Vinci plus enclin à procrastiner. Ainsi, au début du mois d'août 1507, prennent-ils les services d'un intermédiaire, le frère Giovanni de Pagnanis,. Il apparaît qu'Ambrogio reçoit en dédommagement le droit d'effectuer une autre copie de La Vierge aux rochers qu'il pourra revendre (en partageant les fruits de la vente avec Léonard de Vinci), mais sans que l'on sache s'il la peint effectivement.
Quoi qu'il en soit, cet épisode de sa vie révèle le caractère pugnace d'Ambrogio de Predis : c'est lui qui prend l'initiative de chercher le soutien Ludovic Sforza contre la Confrérie, qui obtient une réévaluation de leurs salaires, celui de Léonard et le sien, et qui accélère l'achèvement de l'œuvre.

### Autres activités artistiques
Ambrogio de Predis est également créateur de tapisseries. 
Lui et son frère Bernardino reçoivent en juin 1498 la commande de six tapisseries pour l'empereur Maximilien. Le travail fait cependant bientôt l'objet d'un différend financier entre les artistes, l'empereur et les banquiers Giovanni Pietro Porro et Costanzo da Ello, chargés d'avancer une partie des 1 000 florins de frais en contrepartie d'une participation aux bénéfices. Il semble que l'empereur ait tardé à verser les traites ainsi qu'à rembourser aux artistes leurs frais de déplacement, si bien que la production a été considérablement ralentie : de fait, seules deux tapisseries ont été produites en juin 1501, et une troisième et dernière semble avoir été livrée par la suite sans que les historiens de l'art en soient sûrs. À cette occasion, de Predis reçoit en outre commande d'un vase en argent.

## Une fin de vie inconnue
La date exacte de la mort d'Ambrogio de Predis n'est pas connue : un acte notarial daté du 12 juillet 1509 concernant la location d'un de ses biens, une ferme située à Sedriano, constitue un ultime témoignage de vie de sa part. Certains auteurs estiment cependant qu'il vécut au moins jusqu'en 1522.

## Galerie
Giovanni Ambrogio de Predis est un artiste aux compétences multiples : enluminure, gravure de médailles, créateur de tapisseries… Néanmoins, il ne laisse derrière lui que très peu d'écrits et sa carrière ne se lit qu'à travers des actes officiels. Mais il se spécialise dans l'art du portrait peint et l'influence de Léonard de Vinci prend une place de plus en plus importante dans ses créations.

### Miniatures

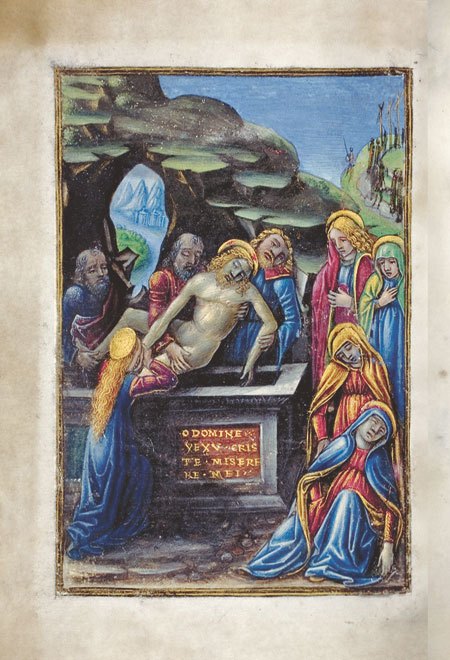
Heures Torriani, Mise au tombeau, vers 1490-1495, musée Condé, Chantilly, folio f137v.
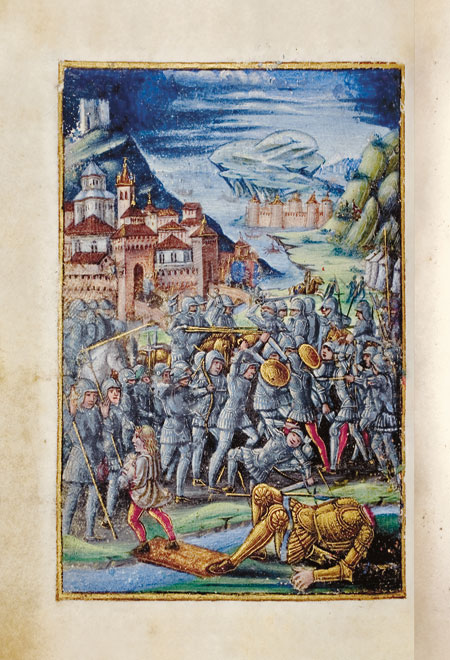
Heures Torriani, David tue Goliath, vers 1490-1495, musée Condé, Chantilly, folio f98v.
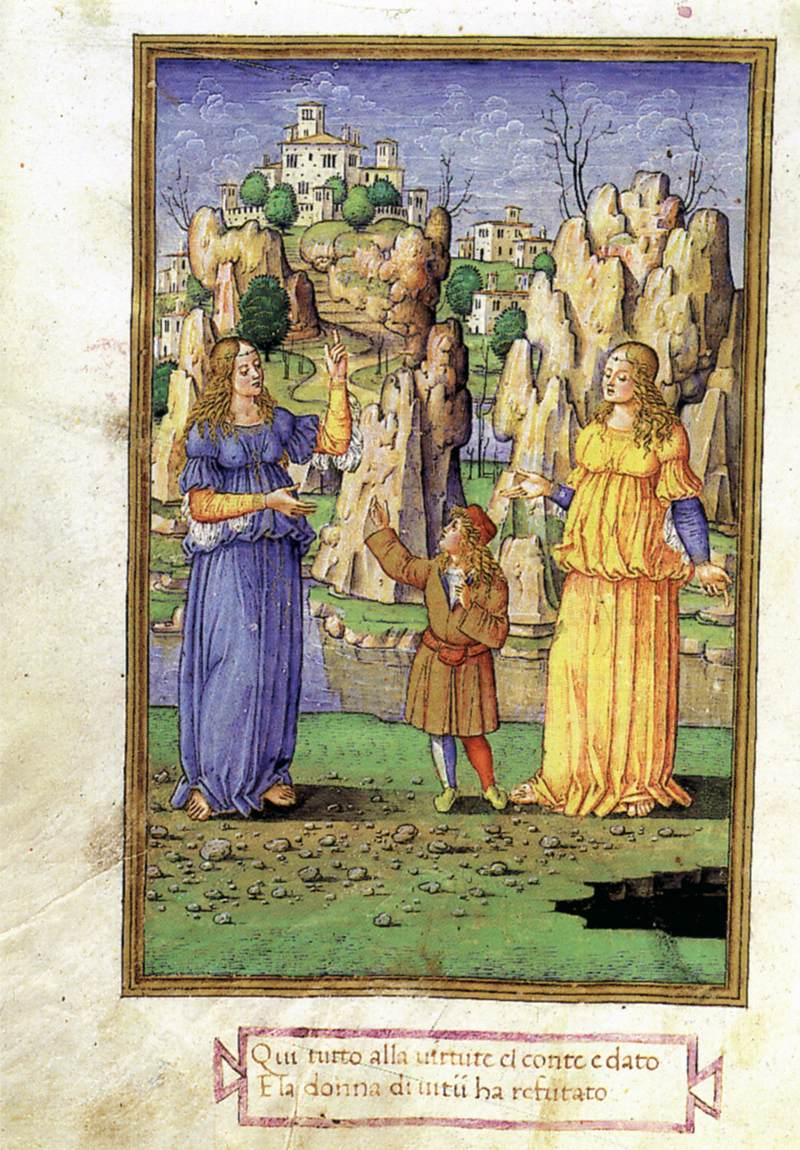
(En collaboration avec Giovanni Pietro Birago) Livre de grammaire latine de Maximilian Sforza, Massimiliano Sforza entre Vice and Vertu, entre 1496 et 1499, Milan, Biblioteca Trivulziana, folio Ms. 2167.

### Portraits de cour

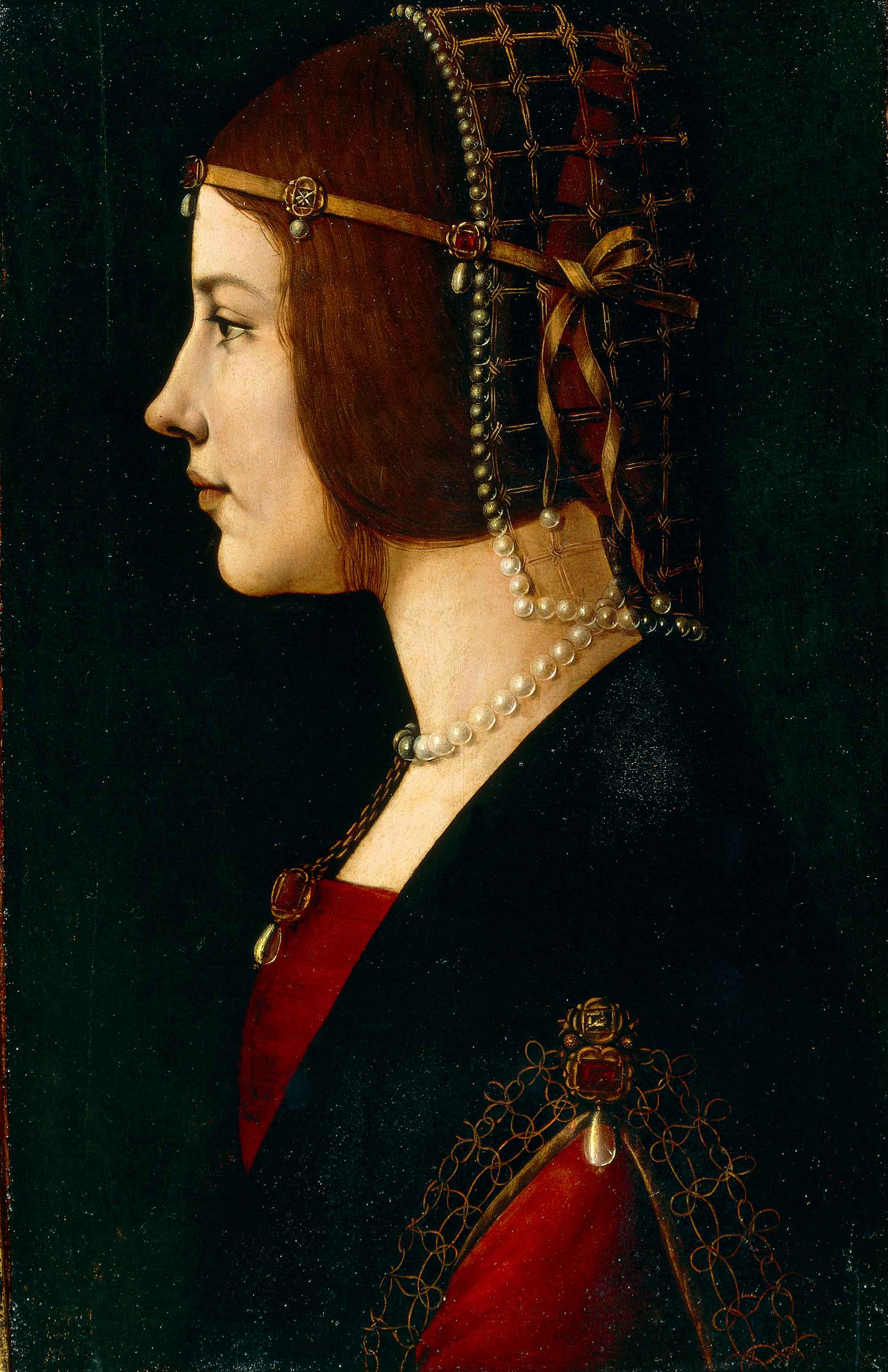
Dame à la résille de perles (peut-être Béatrice d'Este), entre 1485 et 1500, Milan, Pinacothèque Ambrosienne.
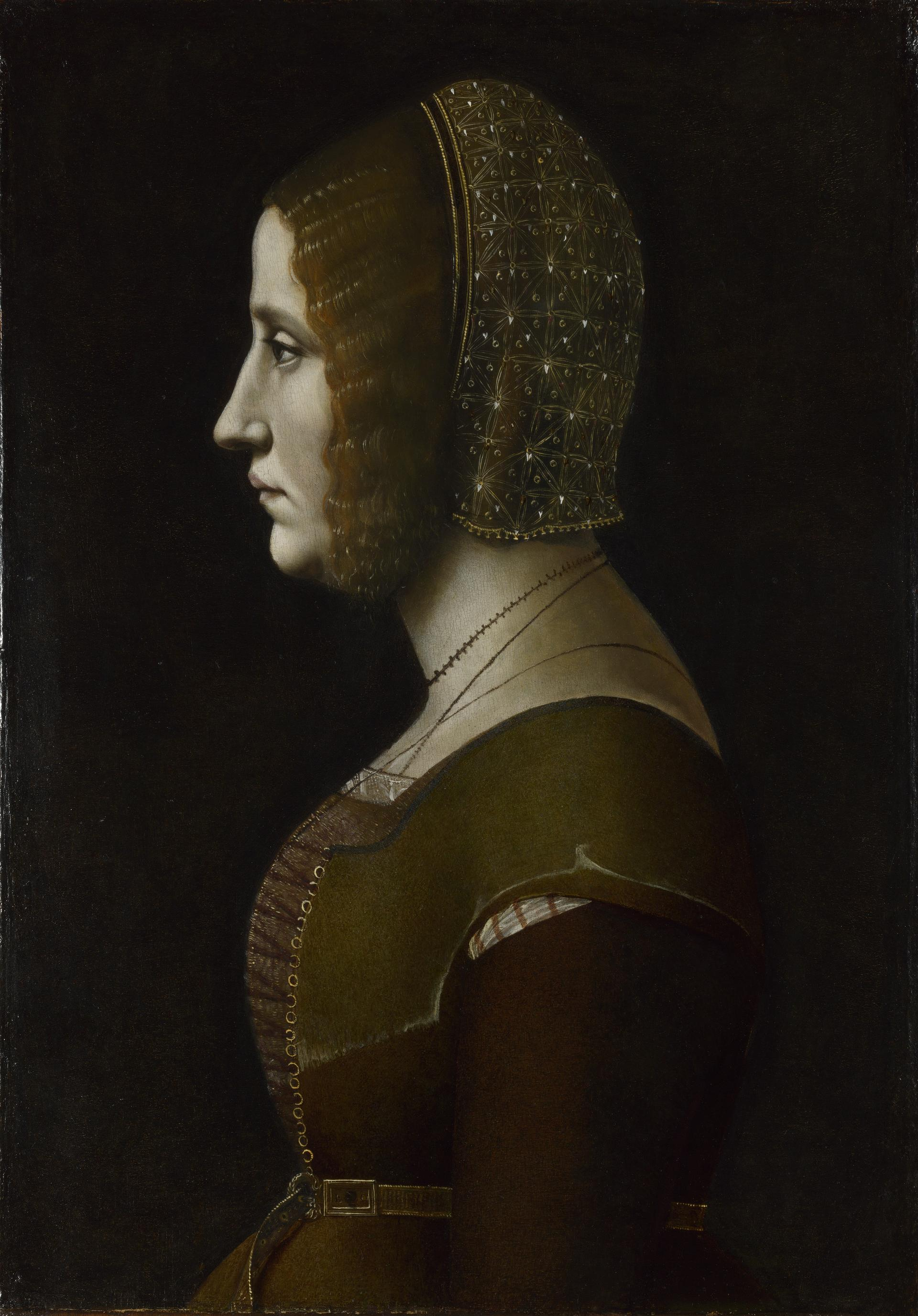
Portrait de jeune femme de profil, entre 1495 et 1499, Londres, National Gallery, N° d'inventaire NG5752.
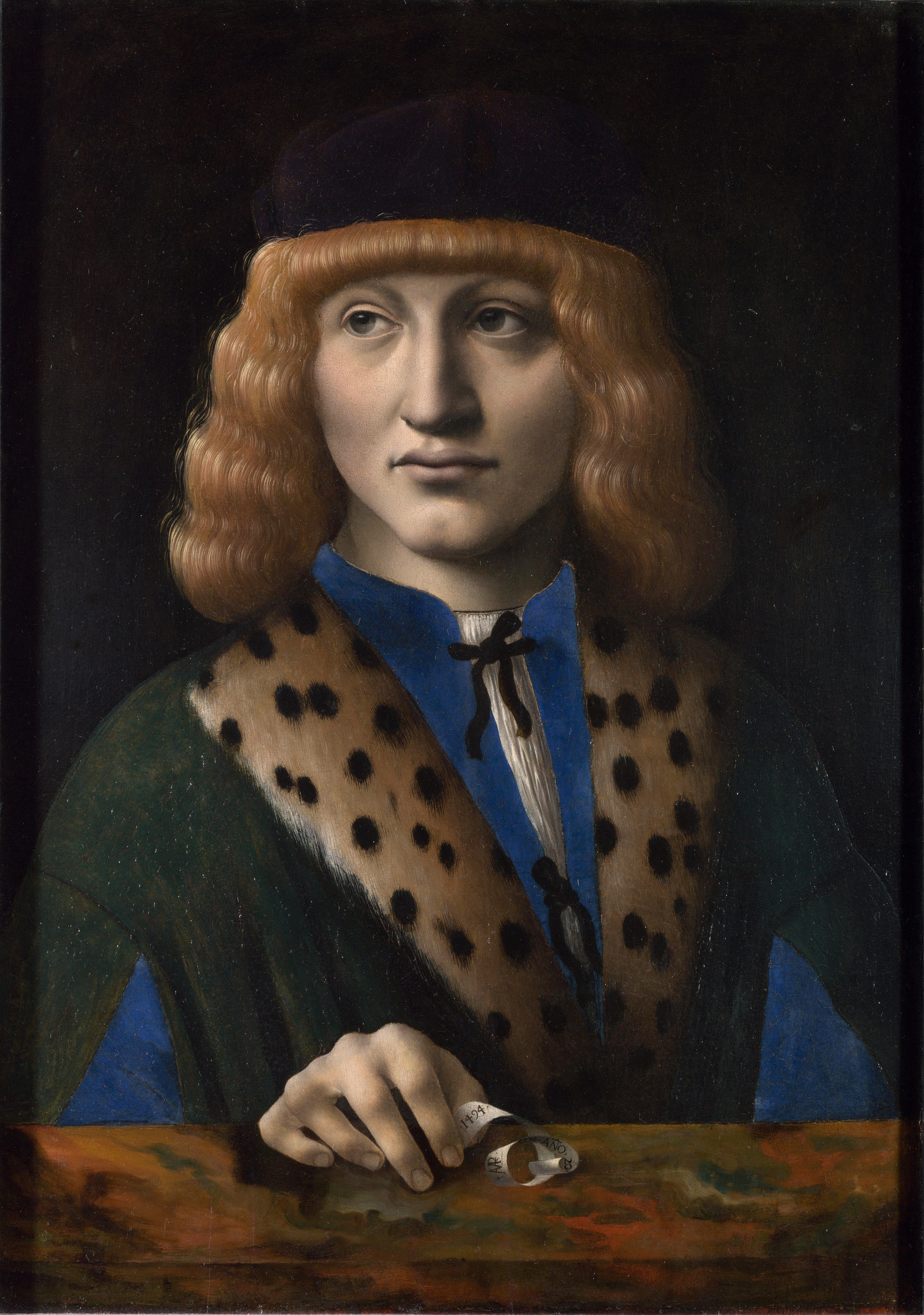
Portrait de Francesco di Bartolomeo Archinto (parfois attribué à Marco d'Oggiono), 1494, Londres, National Gallery.
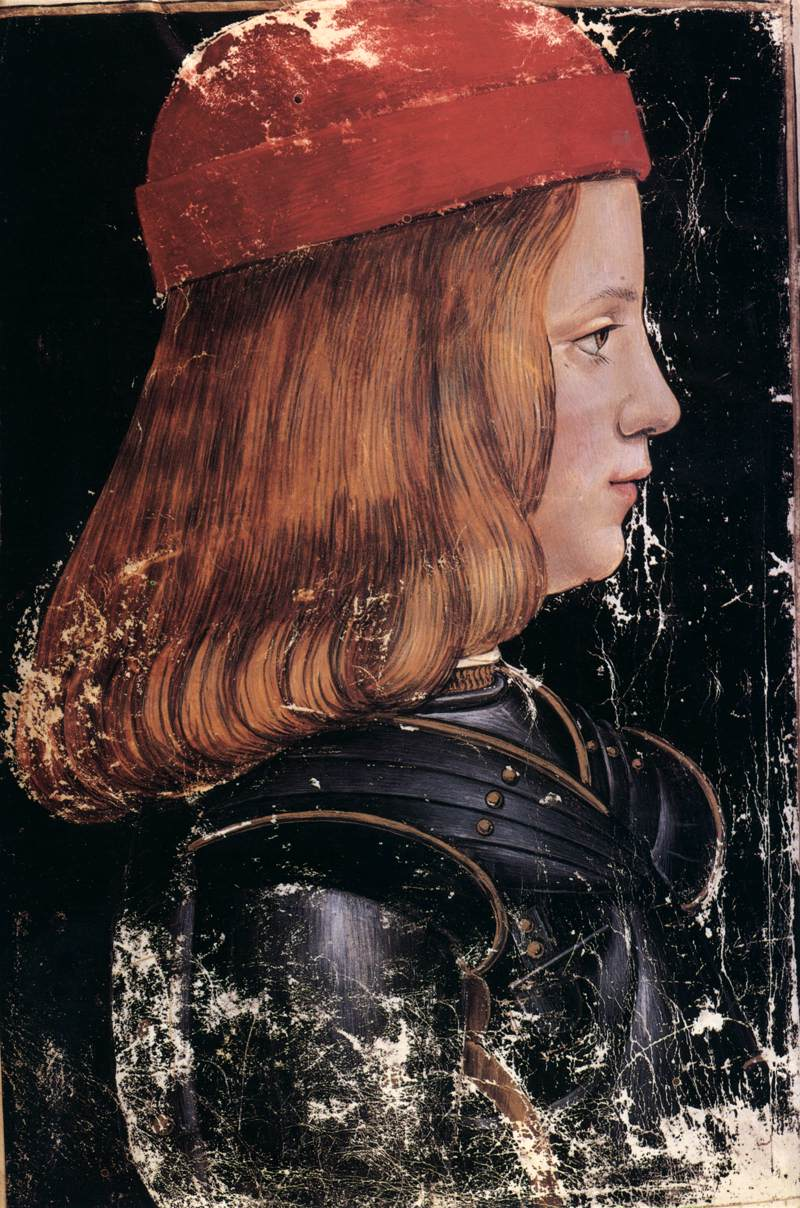
Portrait de Massimiliano Sforza, vers 1496-1499, Milan, château des Sforza, Biblioteca Trivulziana.
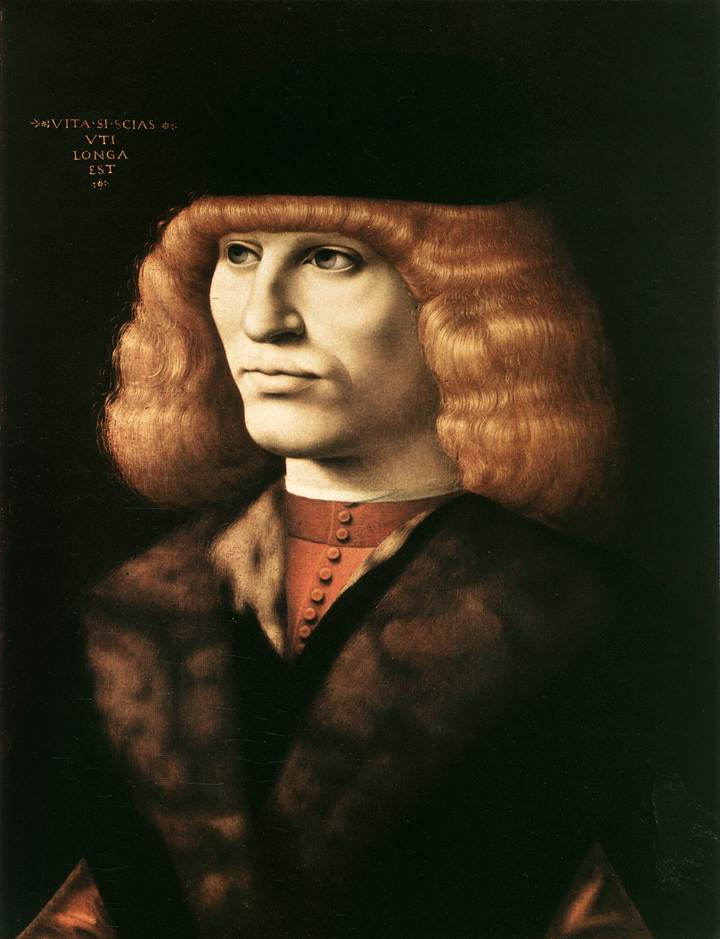
Portrait de jeune homme, vers 1500, Milan, Pinacothèque de Brera.
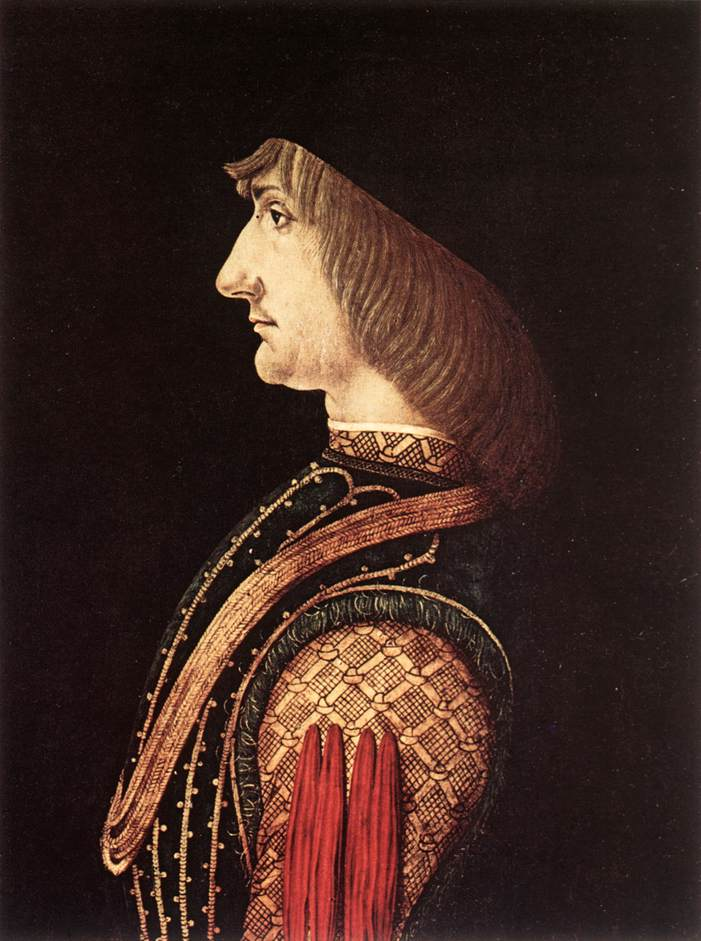
Portrait d'homme, vers 1500, Florence, musée des Offices.

### Œuvres peintes à thème

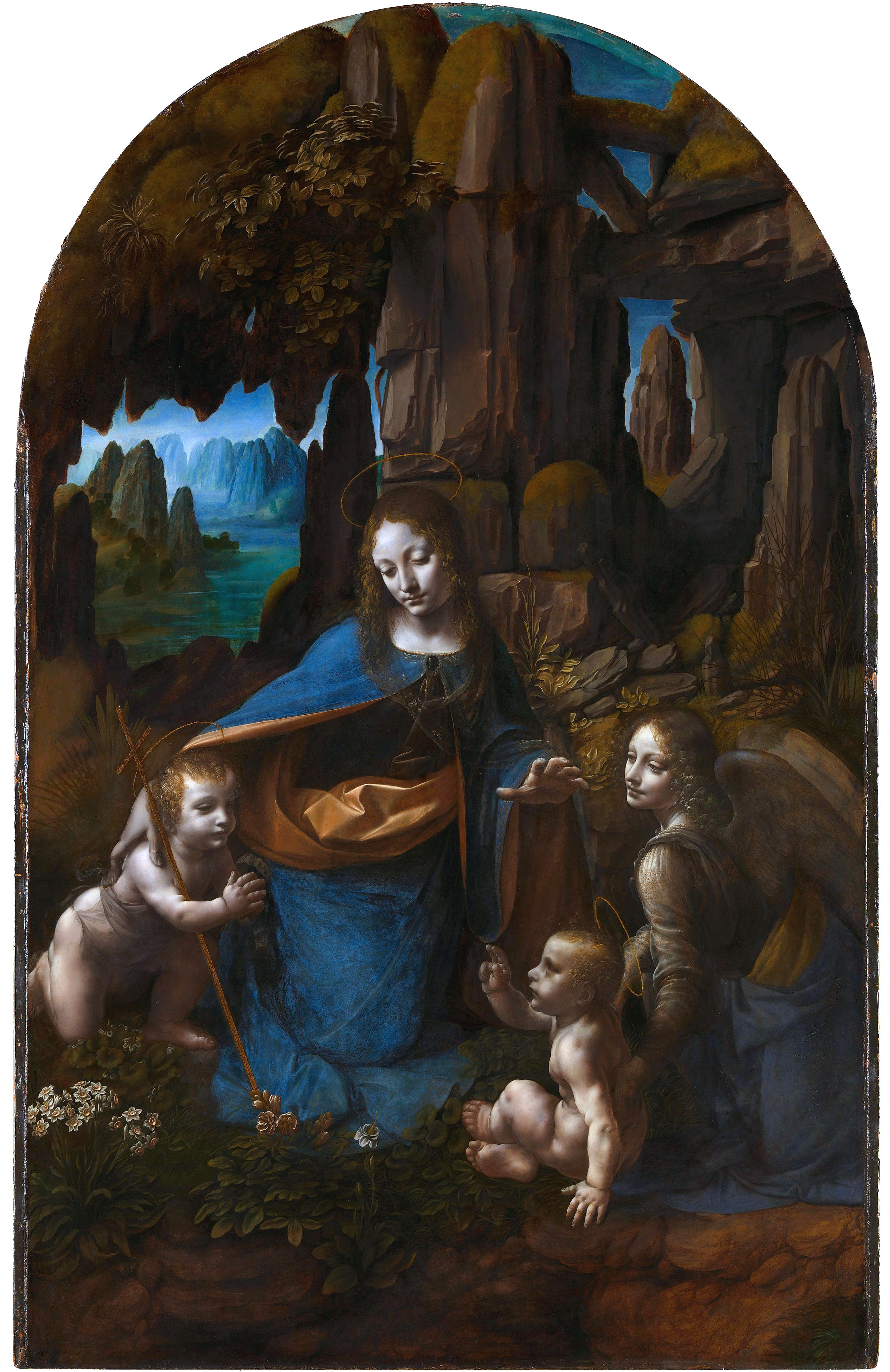
Exécution de Predis d'après Léonard de Vinci[46], La Vierge aux rochers, entre 1491 et 1499 puis entre 1506 et 1508, Londres, National Gallery.
G. A. de Predis, Ange musicien en rouge jouant du luth, entre 1495 et 1499, Londres, National Gallery.